# Stazione di Gioia del Colle
La stazione di Gioia del Colle è una stazione ferroviaria lungo la ferrovia Bari-Taranto e capolinea della linea per Rocchetta Sant'Antonio.

## Struttura e impianti
La gestione è affidata a Rete Ferroviaria Italiana.
Il piazzale si compone di quattro binari dedicati al trasporto passeggeri più un altro fascio che era dedicato al servizio merci. Alcuni binari sono serviti da banchina, protetti da una pensilina in cemento e collegati fra loro da un sottopassaggio.
È presente uno scalo merci che tuttavia non è funzionante. L'area dello scalo viene usata per il ricovero dei mezzi addetti alla manutenzione della linea, mentre il magazzino ha la funzione di deposito.

## Movimento
Il servizio passeggeri è svolto da Trenitalia per conto della Regione Puglia.
Fermano tutti i treni Regionali, Intercity e Frecciarossa.

## Servizi
- Biglietteria self-service
- Bar
- Sala di attesa
- Servizi igienici

## Interscambi
A circa 200 metri dalla stazione, in Piazza Plebiscito, è presente un'autostazione.